# László Papp
Pour les articles homonymes, voir Papp.
László Papp est un boxeur hongrois né à Budapest le 25 mars 1926 et mort le 16 octobre 2003.

## Carrière
Il s'est notamment illustré en remportant trois médailles d'or aux Jeux olympiques : à Londres en 1948 dans la catégorie poids moyens, à Helsinki en 1952 et à Melbourne en 1956 en super welters. Seuls les cubains Teófilo Stevenson et Félix Savón ont réussi à égaler une telle performance.
Papp a également été champion d'Europe amateur des poids moyens en 1949 à Oslo et des super welters à Milan en 1951. Il a remporté au cours de sa carrière amateur pas moins de 55 combats au 1er round.

## Parcours aux Jeux olympiques
Jeux olympiques d'été de 1948 à Londres (poids moyens) :
- Bat Valfrid Resko (Finlande) KO 2
- Bat Jean Welter (Luxembourg) KO 1
- Bat Auguste Cavignac (Belgique) KO 1
- Bat Ivano Fontana (Italie) 3-0
- Bat John Wright (England) 3-0

 Jeux olympiques d'été de 1952 à Helsinki (poids super welters) :
- Bat Spider Webb (États-Unis) KO 2
- Bat Charlie Chase (Canada) KO 2
- Bat Petar Stankoff Spassoff (Bulgarie) 3-0
- Bat Eladio Oscar Herrera (Argentine) 3-0
- Bat Theunis Jacobus van Schalkwyk (Afrique du Sud) 3-0

 Jeux olympiques d'été de 1956 à Melbourne (poids super welters) :
- Bat Alberto Saenz (Argentine) KO 3
- Bat Zbigniew Pietrzykowski (Pologne) 3-0
- Bat Jose Torres (États-Unis) 2-1

## Carrière professionnelle
László Papp passe professionnel en 1957 mais il doit rapidement s'exiler en Autriche pour s'entraîner et combattre afin d'échapper au parti communiste hongrois qui s'oppose au statut de boxeur professionnel. Il gravit rapidement les échelons dans la catégorie des poids moyens en battant notamment Tiger Jones puis Chris Christensen pour le gain de la ceinture européenne en 1962.
Revenu en Hongrie après sa victoire face à l'américain Randy Sandy, Papp signe pour un combat de championnat du monde mais les leaders communistes de son pays ne lui permettront pas de disputer ce match en lui refusant un visa à l'étranger! Cet évènement mettra un coup d'arrêt à sa carrière professionnelle. Papp se retirera invaincu en 29 combats (27 victoires, 15 par KO, 2 matchs nuls).

## Récompenses et distinctions
- Papp a été intronisé membre de l'International Boxing Hall of Fame en 2001.
- En 1989, José Sulaimán, le président de la WBC, lui décerna le titre honorifique de meilleur boxeur amateur et professionnel de tous les temps ainsi que le statut de champion honoraire de la WBC.
- la László Papp Budapest Sportaréna, salle omnisports située à Budapest en Hongrie et créée en 2001, a été nommée en son honneur. C'est la plus grande salle de Hongrie avec une capacité de 12 500 places.